# Sorento (Illinois)
Sorento é uma vila localizada no estado americano de Illinois, no Condado de Bond.

## Demografia
Segundo o censo americano de 2000, a sua população era de 601 habitantes.
Em 2006, foi estimada uma população de 582, um decréscimo de 19 (-3.2%).

## Geografia
De acordo com o United States Census Bureau tem uma área de
1,4 km², dos quais 1,4 km² cobertos por terra e 0,0 km² cobertos por água.

## Localidades na vizinhança
O diagrama seguinte representa as localidades num raio de 12 km ao redor de Sorento.